# Strada statale 162 racc
La strada statale 162 racc, ora ex SS 162 racc, è un breve ma strategico raccordo stradale che si incontra allo svincolo di Cercola lungo la Strada statale 162 dir del Centro Direzionale.
Collega la suddetta strada alla SS 268 del Vesuvio. Permette inoltre l'accesso al quartiere Ponticelli di Napoli mediante lo svincolo di via Argine, nonché alla Circumvallazione esterna di Napoli. Termina il suo breve percorso nel comune di Pollena Trocchia.

## Percorso
| Raccordo |                                                                                    |      |
| Tipo     | Indicazione                                                                        | ↓km↓ |
|          | Innesto Circumvallazione Esterna di Napoli Casoria-Volla                           | 32   |
|          | Strada statale 162 dir del Centro Direzionale Napoli-Salerno Tangenziale di Napoli | 0,0  |
|          | Napoli via Argine                                                                  | 0,3  |
|          | Strada statale 268 del Vesuvio Ottaviano San Giuseppe Vesuviano                    | 0,6  |
|          | Cercola - Sant'Anastasia                                                           | 0,9  |
|          | Pollena Trocchia - Massa di Somma                                                  | 1,9  |